# Ducat de la Baixa Baviera
|  | Aquest article tracta sobre el Ducat . Si cerqueu una de les set regions administrativo-governamentals que formen el land de l'Estat Lliure de Baviera, vegeu «Niederbayern». |

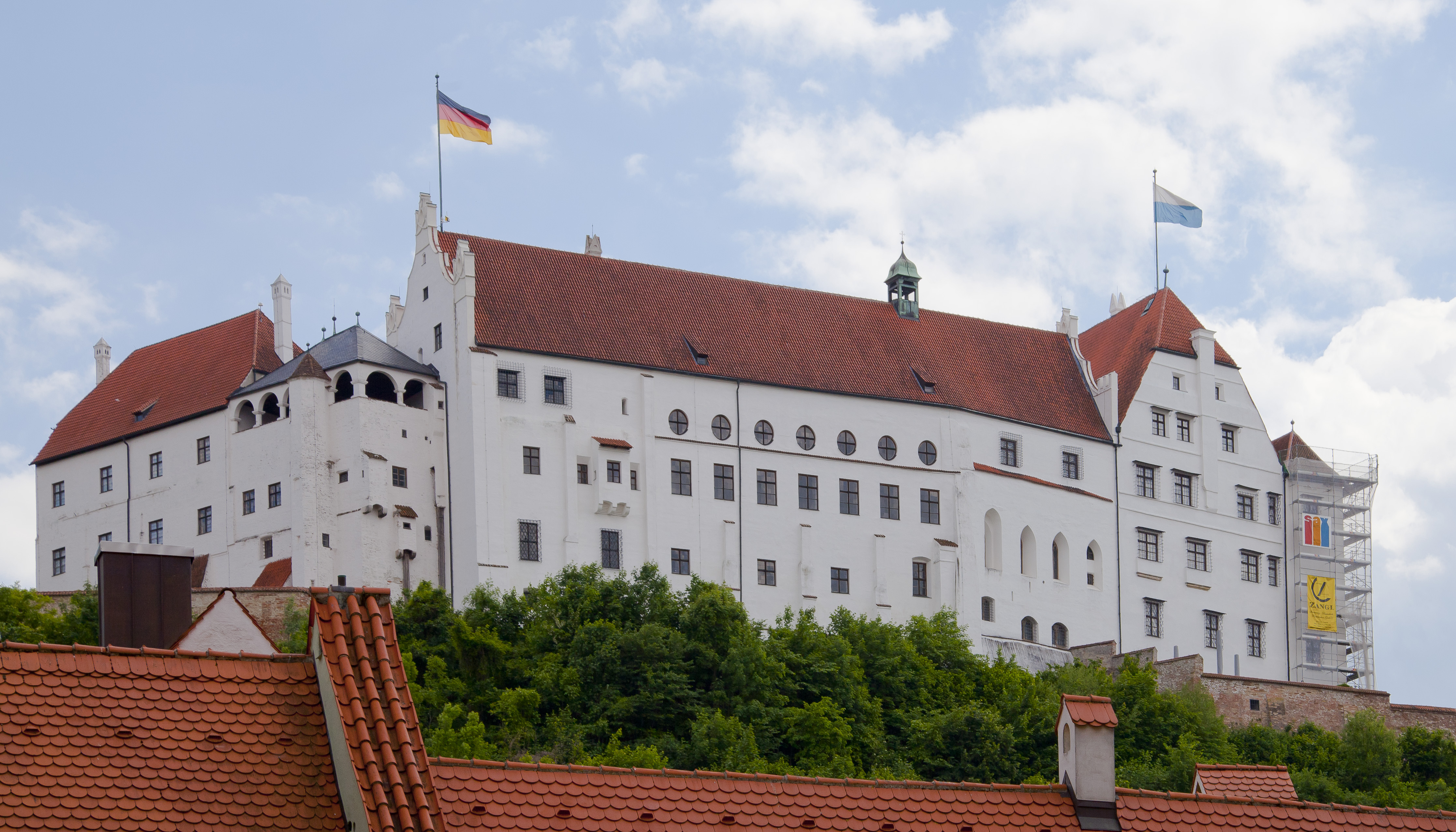
Castell de Trausnitz.

El Ducat de la Baixa Baviera fou un ducat de part de la Baixa Baviera existia des 1255 i 1340. Es va crear al 1255 quan els germans Enric XIII i Lluís II van decidir dividir, a causa de desacords, el Ducat de Baviera i el Palatinat del Rin, després de dos anys d'haver governat conjuntament des de la mort del seu pare, Otó II al 1253. Lluís va rebre l'Alta Baviera, el Palatinat del Rin i el seu territori associat, i Enric el ducat de la Baixa Baviera amb la ciutat reial de Landshut. Després de la mort del duc Joan I de Wittelsbach (1340), Lluís IV del Sacre Imperi Romanogermànic va unir la Baixa Baviera amb Alta Baviera.
De vegades, el territori dels ducs Esteve II, Guillem I i Albert I entre el tractat de Landsberger de 1349 i el Tractat de Regensburg de 1353, o el territori governat per Esteve II entre 1353 i 1363 i el 1375, i pel seu fill Frederic entre 1376 i 1392 s'anomena Baixa Baviera.